# Ulverstone (Tasmanien)
Ulverstone ist eine Stadt an der Nordwest-Küste von Tasmanien, die an der Mündung des River Leven an der Meerenge der Bass-Straße liegt. Der Ort befindet sich an der Bass Highway (A1) und liegt 21 km westlich von Devonport und 19 km östlich von Penguin.

## Geschichte
Europäisch besiedelt wurde das Gebiet der Stadt im Jahre 1848 von dem Engländer Andrew Risby mit seiner Frau und fünf Kindern. Das Gebiet war unter dem Namen „The Leven“ und wegen seiner Wälder bekannt. In den 1850er Jahren besiedelten Holzarbeiter das Gebiet. Sie schlugen Bäume als Bauholz für den Bergbau im Zusammenhang mit dem Goldrausch in Victoria sowie zur Verschiffung nach Melbourne in Australien. Der Name Ulverstone kam 1854 auf und am 22. Februar 1861 wurde er nach der irischen Stadt Ulverston, bzw. Ulverstone benannt. Die Stadt wuchs erst in den frühen 1900er Jahren an, 1861 wurden lediglich 15 und im Jahre 1870 25 Einwohner gezählt. Als die Eisenbahn den Ort 1890 erschloss, entwickelte sich der Ort und die Bevölkerung wuchs an.
Von 1915 bis 1955 gab es eine Eisenbahnlinie von Ulverstone nach Nietta, die meist zum Transport der Holzes nach Burnie genutzt wurde.

## Töchter und Söhne der Stadt
- Graeme French (1927–2012), Bahnradsportler